# A Totally Fun Thing That Bart Will Never Do Again
«A Totally Fun Thing That Bart Will Never Do Again» (рус. Абсолютно весёлая вещь, которую Барт больше никогда не сделает) — девятнадцатый эпизод двадцать третьего сезона мультсериала «Симпсоны», который вышел на телеканале «Fox» 29 апреля 2012 года.

## Сюжет
Барту надоела будничная рутина. Он видит по телевизору рекламу про экзотический круиз и умоляет родителей, чтобы семья отправилась в путешествие. Денег у них мало, поэтому Барт распродает собственные вещи. Денег с продаж не хватает. Мардж решает помочь Барту и зарабатывает деньги, продав ценные вещи членов семейства.
Они получают билеты, но узнают, что их комната уже забронирована, поэтому получают новую, более хорошую комнату. На судне есть множество развлечений: водная горка, комнаты для детей, американские горки, фокусы и многое другое. Барт замечательно проводит время. На полпути директор судна Роуэн Приддис поёт песню о том, что круиз продлится лишь неделю.
Осознав последующую рутину, Барт показывает на экране отрывок из фильма «Штамм Пандоры», где герой Трита Уильямса предупреждает всех о пандемическом вирусе, чтобы отпуск длился вечно. Барт также ломает устройство контакта с материком…
Через 12 дней корабль покрывается плесенью и заканчиваются запасы еды. Семья узнаёт о плане Барта, и тот признаётся директору и пассажирам об этом. Разозлённые люди выгоняют Симпсонов с судна и оставляют на берегу Антарктики.
Там они обнаруживают стаю пингвинов и скатываются со снежного холма, вновь веселясь по-настоящему. В конце постаревший Барт рассматривает в больнице фотографии тех моментов, когда он веселился.

## Культурные отсылки и факты
- Название эпизода пародирует название книги Дэвида Фостера Уоллеса «A Supposedly Fun Thing I’ll Never Do Again» (рус. Возможно, весёлая вещь, которую я больше никогда не сделаю).
- Фильм «Кунг-фу человек» с участием Джека Блэка — отсылка к фильму «Кунг-фу панда».
- В комнате для детей, двое мальчиков исполняют роли Профессора Икс и Магнето, членов Людей Икс.
- На корабле можно увидеть мага Крегга Демона из «The Great Simpsina» и Зельду из «The Old Man and the Key».
- Когда Симпсоны попадают на Южный полюс, можно заметить пингвинов. Это отсылка к фильму «Пингвины мистера Поппера».
- В серии прозвучали композиции «Boy from School» британцев Hot Chip и «Winter’s Love» группы Animal Collective[1].